# Ballet royal de la nuit

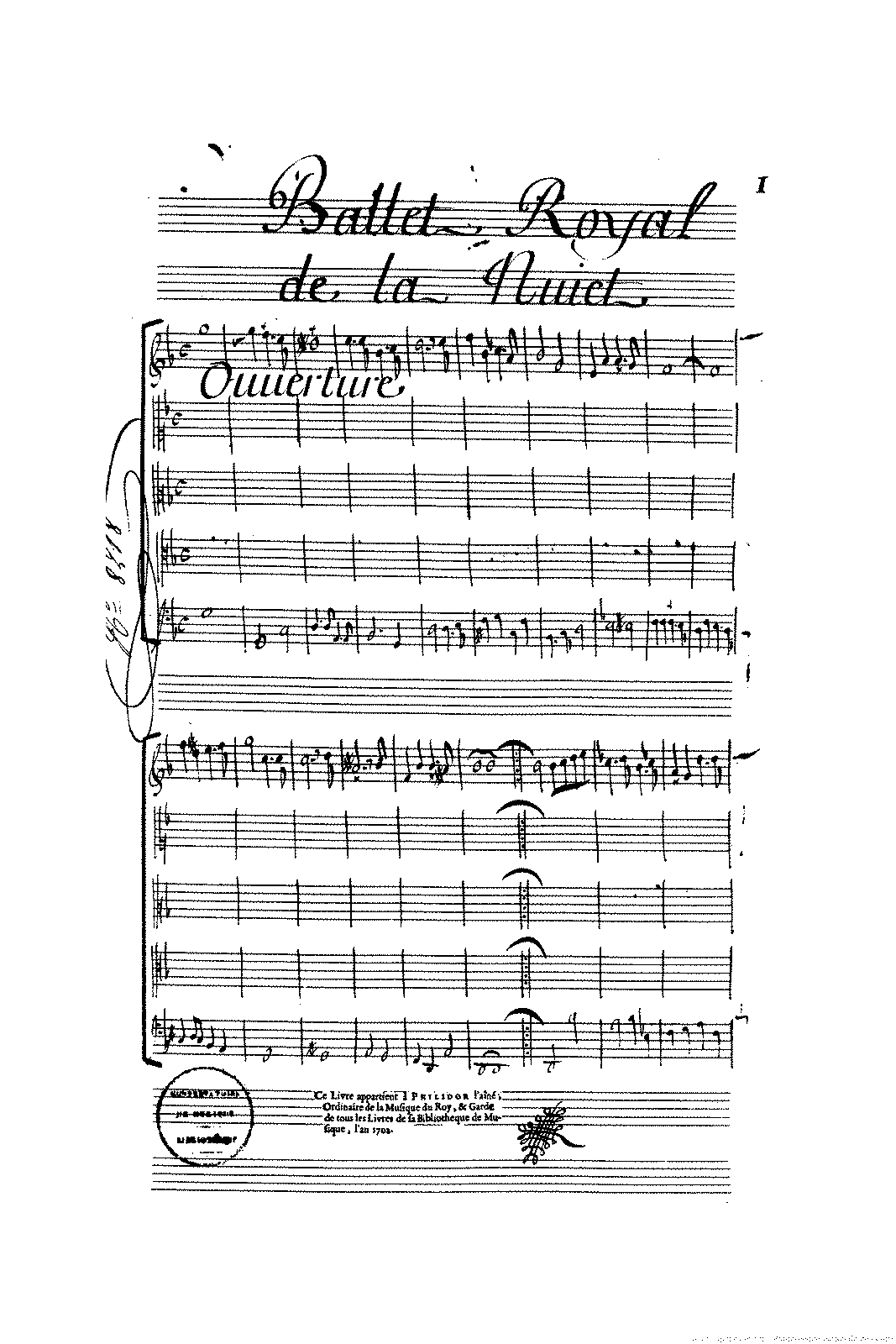
Page de titre

Le Ballet royal de la nuit ou Ballet de la nuit est un ballet de cour de Isaac de Benserade, musique de Jean-Baptiste Boësset, Jean de Cambefort, Michel Lambert et probablement Jean-Baptiste Lully, représenté pour la première fois à Paris, au Petit-Bourbon le 23 février 1653,.

## Argument et contexte politique
Le ballet reproduit la course de la nuit, et est composé de 45 entrées réparties en quatre parties (veilles) :
1. ce qui se passe d’ordinaire à la campagne et à la ville, depuis six heures du soir jusqu’à neuf heures (14 entrées) :
  - la nuit descend sur terre et présente les habitants du royaume (bergers, galants, coquettes, bandits, gueux, filous...) qui défilent sous les yeux des spectateurs.
2. les divertissements qui règnent depuis neuf heures du soir jusqu’à minuit (6 entrées) :
  - les divertissements amoureux font leurs entrées. Vénus chante les voluptés des jeux et des plaisirs, et les Trois Grâces dressent les louanges de la déesse.
3. depuis minuit jusqu’à trois heures devant le jour (13 entrées) :
  - la Lune descendue du ciel et des personnages maléfiques interviennent pour une cérémonie païenne de Sabbat.
4. depuis trois heures après minuit jusqu’à six que le Soleil se lève (10 entrées) :
  - placée sous la tutelle du sommeil et du silence, le calme revient et prépare les spectateurs au réveil. L'Aurore paraît alors, descend de son char pour marquer la fin de la nuit, et annonce une lumière si vive qu'elle en est elle-même éblouie. Un astre si éclatant qu'il fera pâlir tous les autres : "C'est le Soleil, c'est le jeune Louis."

Si le ballet ne fait que s'inspirer d'un divertissement florentin de 1608, Le Notte d'Amore, il a en revanche une forte résonance politique. En effet, au début de l'année 1653, la Fronde vient d'être vaincue par l'armée royale, et la couronne cherche à rétablir son autorité. Le Ballet de la Nuit est donc un symbole fort de la victoire du soleil sur les ténèbres, et ceci est renforcé par le fait que parmi les personnages, figurent de nombreux grands seigneurs issus des familles ayant pris part à la révolte.

## Personnages

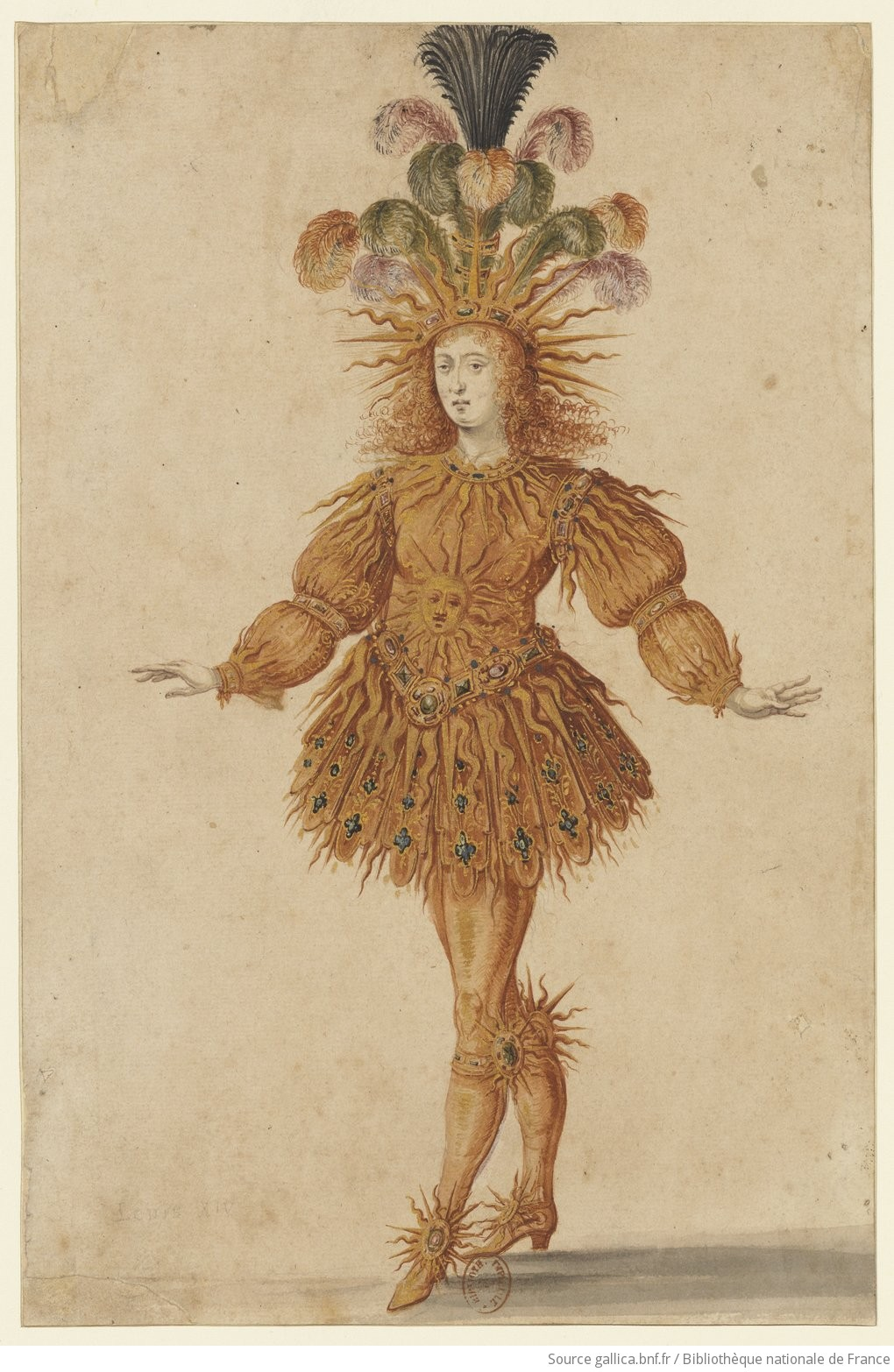
Le roi Louis XIV représentant le soleil levant

Le roi Louis XIV, alors âgé de 14 ans, y joue le dieu Apollon. Dans ce ballet il paraît sur scène par une trappe, habillé tout en or et représentant le soleil. Il danse avec d'autres seigneurs qui représentent les génies (ou vertus) accompagnant le lever du soleil, et qui lui rendent hommage. Le jeune roi démontre ainsi sa puissance dans ce ballet.

## Costume du ballet royal de la nuit
Le dessinateur ordinaire du cabinet du roi, Henri de Gissey était chargé de la création des costumes pour les ballets royaux.
La Bibliothèque de l’Institut de France possède une copie manuscrite du Ballet de la Nuit, accompagnée de 119 dessins coloriés représentant les divers personnages dans leurs costumes, collection rassemblée pour Denis-Pierre-Jean Papillon de la Ferté.

## Édition
- Isaac de Benserade, Ballet royal de la Nuict, divisé en quatre parties, ou quatre veilles. Et dansé par sa Majesté le 23 février 1653, Paris, Robert Ballard, 1653.
- Isaac de Benserade, Le Ballet royal de la Nuit, dessins d'Olivier Charpentier, introduction de Clotilde Thouret, textes de Sébastien Daucé, Francesca Lattuada et Olivier Charpentier, Paris, Prodromus, 2017.
- Partition : Ballet royal de la Nuict, divisé en quatre parties, ou quatre veilles. Et dansé par sa Majesté le 23 février 1653, livret d'Isaac de Benserade, musique de Jean de Cambefort et autres, édition et restitution de Sébastien Daucé, Paris, Éditions des Abbesses, 2017.

- Adaptation cinématographique : on peut voir un extrait du Ballet royal de la nuit dans le film Le roi danse de Gérard Corbiau (2000), qui met en scène Benoît Magimel dans le rôle de Louis XIV adulte.